# Lircay (Angaraes)
Lircay (en quechua: Lirqay) es una ciudad peruana, capital del distrito homónimo y de la provincia de Angaraes, ubicada en el departamento de Huancavelica. Se encuentra a 3278 m s.n.m. Según el censo de 2005, cuenta con 6766 hab.
La mayoría de la población es de origen indígena.

## Historia
Durante la época prehispánica, formaba parte de la cultura “Wari” cuyos primeros pobladores fueron “Los Anccaras”. Durante el periodo inca formaron parte de la Confederación Chanka junto a pokras y los chancas que opuso a los incas. Luego de la derrota se envió a distintas partes a los pobladores como mitimaes.
Durante el periodo colonial, a partir de los años de 1540, Angaraes fue parte del “Repartimiento de Huamanga”, por el apogeo de la minería se funda en 1572 Lircay y otras localidades.
En el periodo republicano, el libertador Simón Bolívar se crea la provincia de Angaraes por D. S. de fecha 21 de junio de 1825, formando parte del departamento de Ayacucho. En 1826 el general Don Andrés de Santa Cruz, incorpora Angaraes a la intendencia de Huancavelica como distrito, y el año 1847 restablecen la categoría de provincia por D. S. del Mariscal Ramón Castilla, integrada por los distritos de Julcamarca, Lircay, siendo capital al pueblo de Lircay. Finalmente el 8 de noviembre de 1879 se reconstituye la provincia de Angaraes con su capital Lircay.
En los años de 1980 fue azotada por el terrorismo de Sendero Luminoso y otros eventos del conflicto armado interno.

## Transporte
La ciudad está conectada con la capital regional Huancavelica a través de una carretera pavimentada. El viaje dura aproximadamente una hora y media.

## Educación
Lircay cuenta con una sucursal de la Universidad Nacional de Huancavelica. Además, la universidad llamada Universidad para el Desarrollo Andino: Primera Universidad bilingüe (Quechua - Español).

## Salud
Hay una clínica local que está en proceso a convertirse en hospital.

## Geografía
Está ubicada a una altura aproximada de 3,278 m. Según el censo de 2005, cuenta con 6.766 habitantes. Está ubicada en el departamento de Huancavelica en la zona centro-sur del Perú.

### Clima
| Parámetros climáticos promedio de Lircay | Parámetros climáticos promedio de Lircay | Parámetros climáticos promedio de Lircay | Parámetros climáticos promedio de Lircay | Parámetros climáticos promedio de Lircay | Parámetros climáticos promedio de Lircay | Parámetros climáticos promedio de Lircay | Parámetros climáticos promedio de Lircay | Parámetros climáticos promedio de Lircay | Parámetros climáticos promedio de Lircay | Parámetros climáticos promedio de Lircay | Parámetros climáticos promedio de Lircay | Parámetros climáticos promedio de Lircay | Parámetros climáticos promedio de Lircay |
| Mes                                      | Ene.                                     | Feb.                                     | Mar.                                     | Abr.                                     | May.                                     | Jun.                                     | Jul.                                     | Ago.                                     | Sep.                                     | Oct.                                     | Nov.                                     | Dic.                                     | Anual                                    |
| ---------------------------------------- | ---------------------------------------- | ---------------------------------------- | ---------------------------------------- | ---------------------------------------- | ---------------------------------------- | ---------------------------------------- | ---------------------------------------- | ---------------------------------------- | ---------------------------------------- | ---------------------------------------- | ---------------------------------------- | ---------------------------------------- | ---------------------------------------- |
| Temp. máx. media (°C)                    | 19.2                                     | 18.9                                     | 18.8                                     | 19.6                                     | 19.8                                     | 19.3                                     | 19.1                                     | 20                                       | 20.3                                     | 20.8                                     | 21.2                                     | 20.1                                     | 19.8                                     |
| Temp. media (°C)                         | 12.8                                     | 12.6                                     | 12.4                                     | 12.4                                     | 11.4                                     | 10                                       | 9.8                                      | 10.8                                     | 11.9                                     | 12.7                                     | 13                                       | 12.8                                     | 11.9                                     |
| Temp. mín. media (°C)                    | 6.4                                      | 6.4                                      | 6.1                                      | 5.2                                      | 3                                        | 0.8                                      | 0.6                                      | 1.7                                      | 3.6                                      | 4.7                                      | 4.8                                      | 5.5                                      | 4.1                                      |
| Precipitación total (mm)                 | 122                                      | 141                                      | 136                                      | 52                                       | 24                                       | 9                                        | 12                                       | 19                                       | 49                                       | 56                                       | 57                                       | 92                                       | 769                                      |
| Fuente: climate-data.org                 |                                          |                                          |                                          |                                          |                                          |                                          |                                          |                                          |                                          |                                          |                                          |                                          |                                          |

## Lugares de interés
- Casonas antiguas en Pueblo Viejo
- Baños Termales de Huapa
- Parajes de Ocopa y Chimpa Alto
- Estación pesquera de trapiche